# ベッケンシュタイン境界
物理学では、ベッケンシュタイン境界（ベッケンシュタインきょうかい、Bekenstein bound）は、エントロピー S、あるいは、情報量 I の上界であり、与えられた有限な領域の空間内には有限なエネルギーしか持たない、また逆に、与えられた量子レベルへ落とした物理系を完全に記述する情報の最大量があることを意味する。 このことは、物理系の情報量、あるいは系を完全に記述するのに必要な情報量は、空間の大きさやエネルギーが有限であれば、有限でなければいけないことを意味する。計算機科学では、このことは有限の大きさとエネルギーを持つ物理系に対して最大の情報量プロセス率（ブレマーマンの境界(Bremermann's limit)）が存在し、有限の物理的次元で無限のメモリを持つチューリングマシンは、物理的に不可能であることを意味する。

## 式
T境界の普遍的な形式は、元々は、ヤコブ・ベッケンシュタイン(Jacob Bekenstein)により、不等式
{\displaystyle S\leq {\frac {2\pi kRE}{\hbar c}}}
として発見された。ここに S はエントロピー、k はボルツマン定数、R は与えられた系を囲むことの可能な球の半径、E はすべての不変質量を含む全質量エネルギー、ħ はディラック定数、c は光速度である。重力は力として重要な役割を果たすが、それに対し、境界の表現はニュートン定数 G を含まないことに注意する。
情報量の項として境界は、
{\displaystyle I\leq {\frac {2\pi RE}{\hbar c\ln 2}}}
として与えられる。ここに I は球の中の量子状態を意味するビットの数であらわされる情報量である。ln 2 の要素は、情報量を量子状態の数の2進数の対数として定義することから来る。質量とエネルギーの等価性を使うと、
{\displaystyle I\leq {\frac {2\pi cRm}{\hbar \ln 2}}\approx 2.577\times 10^{43}(m/\mathrm {kg} )(R/\mathrm {m} )}

## 起源
ベッケンシュタインはブラックホールを意味する発見的方法から境界を導出した。境界を破る、つまり、大きすぎるエントロピーを持つような系は、ブラックホールの中でエントロピーを下げることにより熱力学第二法則を破ることは可能かもしれないとベッケンシュタインは論じた。1995年にテオドール・ジェイコブソン(Theodore Jacobson)は、アインシュタイン場の方程式（つまり一般相対論）がベッケンシュタイン境界と熱力学の法則が正しいことを前提とすると導出できることを示した。 しかしながら、熱力学の法則と一般相対性が互いに整合性を持つために、ある境界が存在する必要があることを占めることには数々の議論があるが、一方、境界の正確な定式化は、論争となっている。

## 例

### ブラックホール
3次元ブラックホールのホーキング・ベッケンシュタインのエントロピーは、正確に境界
{\displaystyle S={\frac {kA}{4}}}
で飽和することが起きる。ここに A はプランク面積 {\displaystyle \hbar G/c^{3}} の単位でブラックホールの事象の地平線の 2次元面積である。
境界は密接に、ブラックホールの熱力学やホログラフィック原理や量子重力の共変エントロピー境界(covariant entropy bound)と関連していて、後者の予想されている強い形から導出することができる。

### 人間の脳
平均的な人間の脳は、1.5 kg の重さと 1260 cm³ の体積を持っている。脳が球に近似しているとすると、球面の半径は 6.7 cm となる。
情報量的なベッケンシュタイン境界は {\displaystyle \approx 2.6\times 10^{42}} ビットとなり、量子レベルに落とした平均的な人間の脳を完全に再現するのに必要な最大の情報量を表している。このことは、人間の脳の状態の数 {\displaystyle O=2^{I}} が、{\displaystyle \approx 10^{7.8\times 10^{41}}} よりも小さいはずであることを意味している。

## さらに先の文献
- J. D. Bekenstein, "Black Holes and the Second Law", Lettere al Nuovo Cimento, Vol. 4, No 15 (August 12, 1972), pp. 737-740, doi:10.1007/BF02757029, Bibcode: 1972NCimL...4..737B . Mirror link.
- Jacob D. Bekenstein, "Black Holes and Entropy", Physical Review D, Vol. 7, No. 8 (April 15, 1973), pp. 2333-2346, doi:10.1103/PhysRevD.7.2333, Bibcode: 1973PhRvD...7.2333B . Mirror link.
- Jacob D. Bekenstein, "Generalized second law of thermodynamics in black-hole physics", Physical Review D, Vol. 9, No. 12 (June 15, 1974), pp. 3292-3300, doi:10.1103/PhysRevD.9.3292, Bibcode: 1974PhRvD...9.3292B . Mirror link.
- Jacob D. Bekenstein, "Statistical black-hole thermodynamics", Physical Review D, Vol. 12, No. 10 (November 15, 1975), pp. 3077-3085, doi:10.1103/PhysRevD.12.3077, Bibcode: 1975PhRvD..12.3077B . Mirror link.
- Jacob D. Bekenstein, "Black-hole thermodynamics", Physics Today, Vol. 33, Issue 1 (January 1980), pp. 24-31, doi:10.1063/1.2913906, Bibcode: 1980PhT....33a..24B . Mirror link.
- Jacob D. Bekenstein, "Universal upper bound on the entropy-to-energy ratio for bounded systems", Physical Review D, Vol. 23, No. 2, (January 15, 1981), pp. 287-298, doi:10.1103/PhysRevD.23.287, Bibcode: 1981PhRvD..23..287B . Mirror link.
- Jacob D. Bekenstein, "Energy Cost of Information Transfer", Physical Review Letters, Vol. 46, No. 10 (March 9, 1981), pp. 623-626, doi:10.1103/PhysRevLett.46.623, Bibcode: 1981PhRvL..46..623B . Mirror link.
- Jacob D. Bekenstein, "Specific entropy and the sign of the energy", Physical Review D, Vol. 26, No. 4 (August 15, 1982), pp. 950-953, doi:10.1103/PhysRevD.26.950, Bibcode: 1982PhRvD..26..950B .
- Jacob D. Bekenstein, "Entropy content and information flow in systems with limited energy", Physical Review D, Vol. 30, No. 8, (October 15, 1984), pp. 1669-1679, doi:10.1103/PhysRevD.30.1669, Bibcode: 1984PhRvD..30.1669B . Mirror link.
- Jacob D. Bekenstein, "Communication and energy", Physical Review A, Vol. 37, Issue 9 (May 1988), pp. 3437-3449, doi:10.1103/PhysRevA.37.3437, Bibcode: 1988PhRvA..37.3437B . Mirror link.
- Marcelo Schiffer and Jacob D. Bekenstein, "Proof of the quantum bound on specific entropy for free fields", Physical Review D, Vol. 39, Issue 4 (February 15, 1989), pp. 1109-1115, doi:10.1103/PhysRevD.39.1109 PMID 9959747, Bibcode: 1989PhRvD..39.1109S .
- Jacob D. Bekenstein, "Is the Cosmological Singularity Thermodynamically Possible?", International Journal of Theoretical Physics, Vol. 28, Issue 9 (September 1989), pp. 967-981, doi:10.1007/BF00670342, Bibcode: 1989IJTP...28..967B .
- Jacob D. Bekenstein, "Entropy bounds and black hole remnants", Physical Review D, Vol. 49, Issue 4 (February 15, 1994), pp. 1912-1921, doi:10.1103/PhysRevD.49.1912, Bibcode: 1994PhRvD..49.1912B . Also at arXiv:gr-qc/9307035, July 25, 1993.
- Oleg B. Zaslavskii, "Generalized second law and the Bekenstein entropy bound in Gedankenexperiments with black holes", Classical and Quantum Gravity, Vol. 13, No. 1 (January 1996), pp. L7-L11, doi:10.1088/0264-9381/13/1/002, Bibcode: 1996CQGra..13L...7Z . See also O. B. Zaslavskii, "Corrigendum to 'Generalized second law and the Bekenstein entropy bound in Gedankenexperiments with black holes'", Classical and Quantum Gravity, Vol. 13, No. 9 (September 1996), p. 2607, doi:10.1088/0264-9381/13/9/024, Bibcode: 1996CQGra..13.2607Z .
- Jacob D. Bekenstein, "Non-Archimedean character of quantum buoyancy and the generalized second law of thermodynamics", Physical Review D, Vol. 60, Issue 12 (December 15, 1999), Art. No. 124010, 9 pages, doi:10.1103/PhysRevD.60.124010, Bibcode: 1999PhRvD..60l4010B . Also at arXiv:gr-qc/9906058, June 16, 1999.